# Dumle

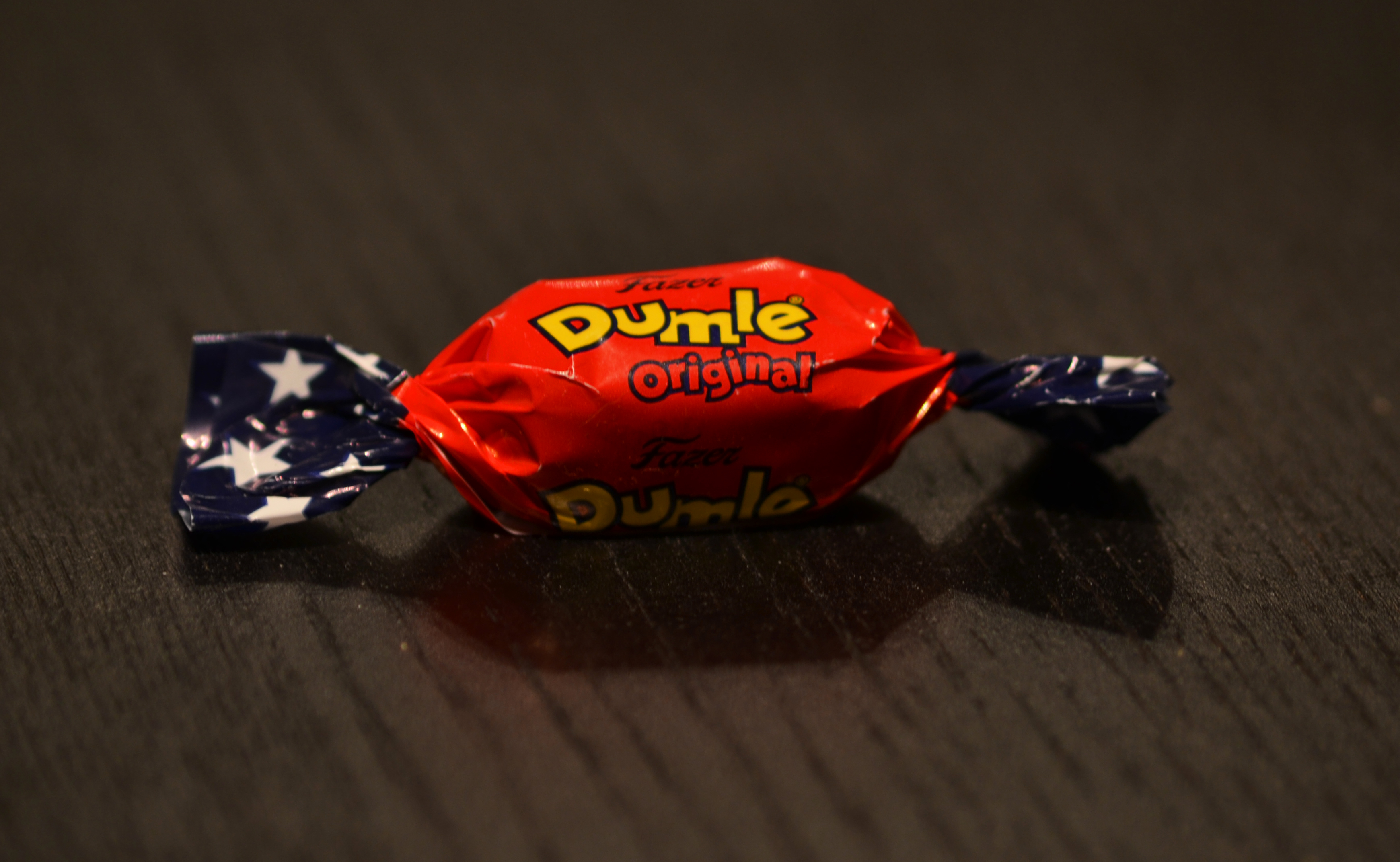
Oryginalny Dumle o smaku toffi

Dumle – cukierki (toffi) produkowane przez fińską firmę Fazer od 1949, początkowo jako lizaki. W latach 80 wprowadzono masę toffi do produkcji cukierków.

## Historia
Oryginalne lizaki były produkowane w Malmö w fabryce Mazetti. Twarde lizaki stały się popularne zwłaszcza w 1987 roku, kiedy zostały wprowadzone na rynek miękkie Dumle o smaku toffi.

## Informacje
Dumle są pakowane pojedynczo w czerwonym, żółtym i niebieskim papierku.

## Składniki
- syrop glukozowy
- cukier
- uwodorniony olej roślinny
- suszone całe mleko
- masło kakaowe
- serwatka w proszku
- masa kakaowa
- mleko
- mleko odtłuszczone
- sól
- emulgator[1]